# Lijst van schaatsrecords sprintvierkamp vrouwen
Dit is een overzicht van de ontwikkeling van de schaatsrecords op de sprintvierkamp vrouwen.
De sprintvierkamp is een benaming voor een reeks van afstanden (tweemaal 500 en tweemaal 1000 meter) binnen een aantal dagen, meestal een weekend. De tijden op deze afstanden worden omgerekend naar 500 meter en de som van deze tijden is het puntentotaal. Tijdens de sprinttoernooien (bijvoorbeeld het WK sprint) wordt bij de vrouwen een sprintvierkamp verreden.

## Ontwikkeling wereldrecord sprintvierkamp
| Nr. | Naam                 | Land                           | Tijd    | Datum               | Baan           |
| --- | -------------------- | ------------------------------ | ------- | ------------------- | -------------- |
| 1.  | Monika Pflug         | West-Duitsland                 | 183,085 | 26/27 februari 1972 | Eskilstuna     |
| 2.  | Sylvia Burka         | Canada                         | 175,050 | 13/14 januari 1973  | Davos          |
| 3.  | Sheila Young         | Verenigde Staten               | 173,450 | 19/20 januari 1973  | Davos          |
| 4.  | Tatjana Averina      | Sovjet-Unie                    | 168,285 | 28/29 maart 1975    | Medeo          |
| 5.  | Sheila Young         | Verenigde Staten               | 166,210 | 12/13 maart 1976    | Inzell         |
| 6.  | Christa Rothenburger | Duitse Democratische Republiek | 162,275 | 27/28 maart 1981    | Medeo          |
| 7.  | Christa Rothenburger | Duitse Democratische Republiek | 161,120 | 25/26 maart 1983    | Medeo          |
| 8.  | Karin Kania          | Duitse Democratische Republiek | 160,060 | 22/23 februari 1986 | Karuizawa      |
| 9.  | Bonnie Blair         | Verenigde Staten               | 159,435 | 25/26 februari 1989 | Heerenveen     |
| 10. | Bonnie Blair         | Verenigde Staten               | 159,390 | 18/18 januari 1992  | Davos          |
| 11. | Bonnie Blair         | Verenigde Staten               | 157,405 | 29/30 januari 1994  | Calgary        |
| 12. | Bonnie Blair         | Verenigde Staten               | 156,505 | 25/26 maart 1994    | Calgary        |
| 13. | Bonnie Blair         | Verenigde Staten               | 156,435 | 11/11 februari 1995 | Calgary        |
| 14. | Catriona LeMay-Doan  | Canada                         | 151,690 | 22/23 november 1997 | Calgary        |
| 15. | Monique Garbrecht    | Duitsland                      | 151,605 | 20/21 februari 1999 | Calgary        |
| 16. | Catriona LeMay-Doan  | Canada                         | 150,085 | 6/7 januari 2001    | Calgary        |
| 17. | Sabine Völker        | Duitsland                      | 149,915 | 1/2 december 2001   | Salt Lake City |
| 18. | Monique Garbrecht    | Duitsland                      | 149,305 | 11/12 januari 2003  | Salt Lake City |
| 19. | Cindy Klassen        | Canada                         | 149,305 | 24/25 maart 2006    | Calgary        |
| 20. | Yu Jing              | China                          | 148,610 | 28/29 januari 2012  | Calgary        |
| 21. | Heather Richardson   | Verenigde Staten               | 147,735 | 19/20 januari 2013  | Calgary        |
| 22. | Nao Kodaira          | Japan                          | 146,390 | 25/26 februari 2017 | Calgary        |

## Ontwikkeling Nederlands record sprintvierkamp
| Nr. | Naam              | Tijd     | Datum               | Baan           |
| --- | ----------------- | -------- | ------------------- | -------------- |
| 1   | Trijnie Rep       | 185,420  | 07/08 februari 1970 | Inzell         |
| 2   | Stien Kaiser      | 180,220  | 20/21 februari 1971 | Inzell         |
| 3   | Haitske Pijlman   | 178,890  | 01/02 maart 1975    | Inzell         |
| 4   | Haitske Pijlman   | 178,750  | 11/12 februari 1978 | Lake Placid    |
| 5   | Haitske Pijlman   | 177,920  | 05/06 januari 1979  | Inzell         |
| 6   | Haitske Pijlman   | 176,800  | 05/06 februari 1979 | Heerenveen     |
| 7   | Haitske Pijlman   | 175,735  | 17/18 februari 1979 | Inzell         |
| 8   | Haitske Pijlman   | 174,605  | 26/27 januari 1980  | Davos          |
| 9   | Alie Boorsma      | 173,365  | 21/22 februari 1981 | Grenoble       |
| 10  | Yvonne van Gennip | 172,005  | 06/07 februari 1982 | Alkmaar        |
| 11  | Alie Boorsma      | 168,315  | 21/22 januari 1984  | Davos          |
| 12  | Ingrid Haringa    | 176,800  | 25/26 februari 1989 | Heerenveen     |
| 13  | Christine Aaftink | 162,460  | 19/20 maart 1993    | Calgary        |
| 14  | Sandra Zwolle     | 162,140  | 11/12 februari 1995 | Calgary        |
| 15  | Christine Aaftink | 160,810  | 02/03 maart 1996    | Calgary        |
| 16  | Christine Aaftink | 160,795  | 23/24 maart 1996    | Calgary        |
| 17  | Marianne Timmer   | 156,305* | 22/23 november 1997 | Calgary        |
| 18  | Marianne Timmer   | 152,495* | 20/21 februari 1999 | Calgary        |
| 19  | Marianne Timmer   | 151,950* | 22/23 januari 2005  | Salt Lake City |
| 20  | Margot Boer       | 149,810* | 28/29 januari 2012  | Calgary        |
| 21  | Thijsje Oenema    | 148,665* | 26/27 januari 2013  | Salt Lake City |
| 22  | Jorien ter Mors   | 147,495* | 25/26 februari 2017 | Calgary        |
| 23  | Jutta Leerdam     | 147,135  | 27/28 december 2022 | Heerenveen     |

## Ontwikkeling wereldrecord laaglandbaan sprintvierkamp (onofficieel)
| Nr. | Naam                 | Land                           | Tijd    | Datum                     | Baan       |
| --- | -------------------- | ------------------------------ | ------- | ------------------------- | ---------- |
| 1   | Ljoedmila Titova     | Sovjet-Unie                    | 184,290 | 21/22 februari 1972       | West-Allis |
| 2   | Monika Pflug         | West-Duitsland                 | 183,085 | 26/27 februari 1972       | Eskilstuna |
| 3   | Sheila Young         | Verenigde Staten               | 177,515 | 03/04 februari 1973       | Oslo       |
| 4   | Sheila Young         | Verenigde Staten               | 175,225 | 29/30 november1975        | Berlijn    |
| 5   | Sheila Young         | Verenigde Staten               | 173,950 | 06/07 maart 1976          | Berlijn    |
| 6   | Ljoebov Sadtsjikova  | Sovjet-Unie                    | 173,165 | 25/26 november1978        | Berlijn    |
| 7   | Christa Rothenburger | Duitse Democratische Republiek | 171,510 | 24/25 november 1979       | Berlijn    |
| 8   | Karin Enke           | Duitse Democratische Republiek | 171,120 | 09/10 februari 1980       | West-Allis |
| 9   | Natalja Petroeseva   | Sovjet-Unie                    | 170,940 | 24/25 januari 1981        | Moskou     |
| 10  | Karin Enke           | Duitse Democratische Republiek | 168,640 | 21/22 februari 1981       | Grenoble   |
| 11  | Natalja Petroeseva   | Sovjet-Unie                    | 167,985 | 06/07 februari 1982       | Alkmaar    |
| 12  | Karin Enke           | Duitse Democratische Republiek | 167,655 | 26/27 februari 1983       | Helsinki   |
| 13  | Christa Rothenburger | Duitse Democratische Republiek | 166,070 | 26/27 november 1983       | Berlijn    |
| 14  | Karin Enke           | Duitse Democratische Republiek | 165,365 | 03/04 maart 1984          | Trondheim  |
| 15  | Karin Kania-Enke     | Duitse Democratische Republiek | 165,030 | 30 november 1986          | Berlijn    |
| 16  | Bonnie Blair         | Verenigde Staten               | 159,435 | 25/26 februari 1989       | Heerenveen |
| 17  | Bonnie Blair         | Verenigde Staten               | 158,145 | 18/19 februari 1995       | Milwaukee  |
| 18  | Tomomi Okazaki       | Japan                          | 157,800 | 22 december 1997          | Nagano     |
| 19  | Catriona LeMay-Doan  | Canada                         | 154,890 | 24/25 januari 1998        | Berlijn    |
| 20  | Catriona LeMay-Doan  | Canada                         | 152,680 | 19/20 januari 2002        | Hamar      |
| 21  | Anni Friesinger      | Duitsland                      | 151,935 | 20/21 januari 2007        | Hamar      |
| 22  | Heather Richardson   | Verenigde Staten               | 151,670 | 08/09 december 2012       | Nagano     |
| 23  | Yu Jing              | China                          | 151,275 | 18/19 januari 2014        | Nagano     |
| 24  | Brittany Bowe        | Verenigde Staten               | 149,600 | 28 februari/01 maart 2015 | Astana     |
| 25  | Miho Takagi          | Japan                          | 148,870 | 28/29 februari 2020       | Hamar      |
| 26  | Jutta Leerdam        | Nederland                      | 147,135 | 27/28 december 2022       | Heerenveen |